# 尼古拉·康斯坦丁
尼古拉·康斯坦丁（羅馬尼亞語：Nicolae Constantin；1925年5月28日—），罗马尼亚共产党中央政治执行委员会候补委员、中央监察委员会主席，罗马尼亚政府副总理。

## 生平
1925年，出生于罗马尼亚普拉霍瓦县普洛耶什蒂的工人家庭。
1939年，在普洛耶什蒂职业技术学校接受车工培训。
1942年，在罗马尼亚-美利坚炼油厂当车工。
1943年，在莫尔吉纳穆卡冶金厂工作。
1945年，加入罗马尼亚共产党。
1950年，就读于布加勒斯特理工学院机械工程系。
1955年，在普洛耶什蒂“五一”厂任机械工程师。
1956年，任普洛耶什蒂金属预制件企业总工程师。
1958年，任维多利亚第二化工和炼油联合企业总经理。
1959年，任布拉兹建筑工程和机械设备公司总经理。
1960年，任普洛耶什蒂州党委委员。
1961年，任普洛耶什蒂州党委经济书记。
1962年，任罗马尼亚工人党中央委员会经济部副部长。
1964年，任胡内多阿拉州党委经济书记。
1965年，任罗马尼亚社会主义共和国机械制造工业部副部长。
1969年，任罗马尼亚共产党阿拉德县委员会书记，分管经济工作。
1972年，兼任机械工业设备总厂总经理。
1973年，任罗马尼亚共产党布加勒斯特市委员会经济书记。
1974年，兼任布加勒斯特市人民委员会经济和社会活动工人监督委员会主席。
1975年，在布加勒斯特久乌勒什蒂第17选区当选为第七届大国民议会代表。
1977年，任罗马尼亚共产党加拉茨县委员会第一书记兼加拉茨县人民委员会执行委员会主席。
1978年，任罗马尼亚社会主义共和国总统顾问团团长。
1979年，为罗马尼亚社会主义共和国经济和社会发展最高委员会副主席。
1980年，任党中央国际关系和国际经济合作委员会执行局成员。
1981年，任政府副总理、罗马尼亚驻经济互助委员会常任代表。
1982年，被解除副总理职务，任罗马尼亚社会主义共和国对外贸易和国际经济合作部部长、罗马尼亚总工会中央理事会主席。
1984年，再次出任政府副总理兼任冶金工业和机械制造工业专业化协作协调委员会主席、打字机法、标准化、规范化和质量中央委员会副主席。
1985年，在加拉茨县东加拉茨第1选区当选为第九届大国民议会代表。
1986年，任部长会议执行委员会成员。
1987年，为罗马尼亚共产党中央政治执行委员会委员、中央监察委员会主席。
1989年，罗马尼亚革命，被逮捕。
1991年，被释放。
1992年，再次被捕入狱，判处有期徒刑11年。
1994年，获特赦出狱。